# 국제정치학회
국제정치학회(International Political Science Association, IPSA)는 1949년 유네스코의 후원 아래 설립된 국제 학술 단체이다. IPSA는 전 세계 정치학의 발전에 전념하고 있다. 역사적으로 동서양, 남북한 사이의 다리를 놓는 데 기여했으며, 기존 민주주의 국가와 신흥 민주주의 국가의 학자들 간의 협력을 촉진했다. 그 목표는 모든 사람이 참여할 수 있는 세계적인 정치학 공동체를 만드는 것이며, 최근에는 동유럽과 라틴 아메리카로 그 범위를 확장하고 있다. IPSA는 유엔 경제사회이사회(ECOSOC)와 협의 지위를 가지며, 전 세계 230개 이상의 과학 단체를 하나로 모으고 유엔 환경 계획(UNEP), 세계보건기구(WHO), 유엔 개발 계획(UNDP)과 같은 유엔 시스템의 파트너들과 적극적으로 협력하는 국제과학위원회의 회원이다.

## 역사
설립 이래로 각국의 정치학회가 그 핵심을 이루어왔다. 창립 회원으로는 미국, 캐나다, 프랑스, 인도 정치학회가 포함되었다. 1960년까지 24개의 추가적인 국립 학회가 가입했다. 그 이후로 단체 회원 수는 꾸준히 증가했다. 오늘날 59개의 국립 학회가 IPSA의 단체 회원이다. 각 단체 회원은 IPSA의 중앙 운영 기관인 이사회에 대표된다. 이사회는 협회의 광범위한 정책 지침을 정하고, 총회 기간 동안 IPSA의 업무를 담당하는 집행위원회를 선출한다.
개인 및 준회원 자격은 1950년대 초에 도입되었다. 1952년 52명의 회원으로 시작하여 현재 IPSA의 개인 회원은 4,428명 이상이다. 협회는 여성의 참여를 늘리기 위해 노력해 왔으며, 현재 여성 회원은 전체 회원의 3분의 1 이상을 차지한다. 준회원 자격은 정치학 분야의 연구 또는 교육에 종사하는 기관에 개방되어 있으며, 전 세계적으로 약 110개 기관이 이에 해당한다.

## 사명
IPSA의 특별 임무는 헌법에 명시된 대로 전 세계 정치학의 발전을 지원하고, 동서양 및 남북한을 연결하는 학술 네트워크를 구축하는 것이다. 그 목표는 모든 사람이 참여할 수 있는 포괄적이고 글로벌한 정치학 공동체를 만드는 것이다. IPSA는 신흥 민주주의 국가와 기존 민주주의 국가의 학자들 간의 협력을 촉진하고, 사회과학이 번성하는 데 필요한 학문의 자유를 지원하고자 한다.
IPSA의 활동과 정책은 그 글로벌 사명을 반영한다. 국가 정치학회의 발전을 장려하는 데 매우 성공적이었으며, 오늘날 IPSA에 소속된 이러한 학회는 59개에 이른다. IPSA는 유엔과의 관계를 유지하고 다른 국제 및 지역 정치학 조직의 발전을 지원해왔다.
IPSA 세계 정치학 대회는 이제 격년으로 대륙을 오가며 개최된다. 저개발국 학자들의 참여는 여행 보조금과 글로벌 남반구 연대 기금을 통해 지원된다. IPSA의 연구 위원회는 특정 세부 분야에서 활동하는 정치학자들이 전 세계 동료들과 교류할 기회를 제공한다. 세계 대회 사이에 행사를 조직하고 이 대회에서 주요 역할을 수행하면서, 연구 위원회는 협력하거나 국가 학회의 전문 하위 그룹과 협력하여 기술과 자원의 전 세계적 공유를 장려한다.
주요 저널인 《국제정치학 리뷰》, 《국제정치학 초록》, 《세계 정치학》, 《참여》, IPSA 포털을 포함한 IPSA의 출판물 또한 전 세계 정치학자들의 요구를 충족시키기 위해 노력한다. 정치학을 지원하고 촉진하려는 IPSA의 글로벌 사명의 일환으로, 이제 남아메리카와 남아프리카 공화국 등 전 세계에서 연구 방법론 여름 학교를 운영한다.
IPSA는 모든 활동에서 지역, 성별, 경력 단계별로 균형 잡힌 대표성을 보장하기 위해 노력한다. 예를 들어, 새로운 연구 위원회 설립은 최소 7개국과 2개 대륙의 정치학자들의 지지를 받아야 한다. 컨퍼런스 패널과 원탁 회의 또한 유사한 다양성을 보여야 하며, 하나 이상의 대륙과 최소 4개국의 대표성을 포함해야 한다.
IPSA는 북반구와 남반구, 동양과 서양의 학자들을 연결함으로써 글로벌 정치학 공동체를 지탱하는 네트워크를 강화하고자 한다. 이러한 연계는 정치학이 공공 심의 및 의사 결정의 질 향상과 점점 더 상호 연결되는 정치 세계에 대한 이해에 기여할 수 있는 더 강력한 위치에 놓이게 한다. 궁극적으로 IPSA는 남성과 여성이 그들이 거주하는 국가 내외의 정치 생활에 더 효과적으로 참여할 수 있도록 권한을 부여하는 정치학의 역할을 지원한다.

## 학술 활동
IPSA의 학술 활동은 세 가지 주요 범주로 나뉜다.
1. 격년으로 개최되는 세계 대회 및 대회 사이의 정기 행사 조직
2. 특히 광범위한 연구 위원회(RCs) 네트워크를 통한 정치학 연구 촉진
3. 다양한 출판물을 통한 연구 및 정보 보급

IPSA의 주요 학술 활동은 격년으로 개최되는 대회이다. 1950년과 1952년에 시작된 세계 대회는 그 이후로 3년마다 개최되어 왔다. 소규모로 시작했지만, 전형적으로 약 2000명의 참가자를 유치하는 주요 국제 과학 행사로 발전했다. 2012년부터는 세계 대회가 격년으로 개최된다. 이러한 주요 행사 외에도 IPSA는 회의, 원탁 회의, 워크숍 등 다른 종류의 학술 회의를 후원한다.
1970년대 이래로 IPSA 내에서 가장 역동적으로 성장한 분야 중 하나는 RC의 활동이다. 3년마다 열리는 대회에서 패널을 조직하는 것 외에도 RC는 대회 사이에 자체 회의를 조직하고 뉴스레터를 발행하며 다른 출판물을 발간한다. IPSA는 현재 정치 자금부터 젠더 및 언어 정치, 비교 민주화에 이르는 다양한 관심사를 가진 49개의 활성 RC를 보유하고 있다.

## 연구 위원회 목록
- RC01 - 개념 및 방법론
- RC02 - 정치 엘리트
- RC03 - 유럽 통합
- RC04 - 시각 정치
- RC05 - 지방 정부 및 정치에 대한 비교 연구
- RC06 - 정치 사회학
- RC07 - 글로벌 남반구의 여성과 정치
- RC08 - 입법 전문가
- RC09 - 비교 사법 연구
- RC10 - 전자 민주주의
- RC11 - 과학과 정치
- RC12 - 생물학과 정치
- RC13 - 비교적 관점에서의 민주화
- RC14 - 정치와 민족성
- RC15 - 정치 및 문화 지리
- RC16 - 사회-정치적 다원주의
- RC17 - 비교 여론
- RC18 - 아시아 태평양 연구
- RC19 - 젠더 정치 및 정책
- RC20 - 정치 자금 및 정치 부패
- RC21 - 정치 사회화 및 교육
- RC22 - 정치 커뮤니케이션
- RC23 - 선거, 시민 및 정당
- RC24 - 군대와 사회
- RC25 - 비교 보건 정책
- RC26 - 인권
- RC27 - 정부의 구조 및 조직
- RC28 - 비교 연방주의 및 다층 거버넌스
- RC29 - 심리 정치
- RC30 - 비교 공공 정책
- RC31 - 정치 철학
- RC32 - 공공 정책 및 행정
- RC33 - 학문으로서의 정치학 연구
- RC34 - 민주주의의 질
- RC35 - 기술과 개발
- RC36 - 정치 권력
- RC37 - 정치 발전 재고
- RC38 - 정치와 비즈니스
- RC39 - 복지 국가와 개발도상사회
- RC40 - 신세계 질서?
- RC41 - 지정학
- RC42 - 안보, 통합 및 통일
- RC43 - 종교와 정치
- RC44 - 안보, 분쟁 및 민주화
- RC45 - 정량 국제 정치
- RC47 - 지역-글로벌 관계
- RC48 - 행정 문화
- RC49 - 사회주의, 자본주의 및 민주주의
- RC50 - 언어의 정치학
- RC51 - 국제 정치 경제
- RC52 - 기후 안보 및 행성 정치
- RC53 - 원주민 정치

## 여름 학교
IPSA는 브라질 상파울루(2010년부터), 남아프리카 공화국 스텔렌보스(2011–2013), 싱가포르(2012년부터), 튀르키예 앙카라/안탈리아(2013년부터), 멕시코(2016년부터), 상트페테르부르크(2017년부터), 나폴리(2018년부터), 몬트리올(2020년부터)에서 여름 학교를 제공한다. IPSA 여름 학교는 사회과학 학자들이 질적 및 양적 사회과학 및 정치학 연구 방법론에 대한 고품질의 고급 교육을 받을 수 있도록 고안되었다.

## 출판
IPSA의 광범위한 출판 프로그램에는 국제정치학 초록(International Political Science Abstracts, IPSA)(1951년~현재); 국제정치학 리뷰(International Political Science Review)(1980년~현재) 및 협회 게시판인 Participation.(1977년~)이 포함된다. 최근 IPSA는 전 세계 정치학 웹사이트 상위 300개를 평가하고 링크를 제공하는 온라인 출판물인 IPSAPortal을 제공했다. 마지막으로 IPSA는 월간 정보 이메일인 뉴스레터를 제공한다. 2014년부터 2019년까지 IPSA는 De Gruyter와 협력하여 World Political Science도 출판했다.

## 수상
협회는 칼 도이치 상을 포함하여 이 분야의 주요 학자들에게 다양한 학술상을 수여한다.
- 칼 도이치 상
- 마테이 도간 재단 상: 국제정치학회가 정치학 분야에서의 높은 성취에 수여하는 상
- 스테인 로칸 상
- 프란체스코 셸베르그 상: 신진 학자들이 발표한 우수 논문에 수여
- 윌마 룰 상: 젠더와 정치에 대한 최우수 논문에 수여되는 IPSA 상
- 글로벌 남반구 상
- 마이젤-라퐁스 상
- APSA-IPSA 시어도어 J. 로위 첫 저서상
- RC01 정치학 개념 분석 상
- RC01 최우수 C&M 워킹 페이퍼 상
- RC27 찰스 H. 레바인 기념 도서상
- RC27 울리히 클뢰티 상

## 세계 대회 및 역대 회장 목록
| 번호 | IPSA      | 개최지           | 개최지            | 회장      | 회장                 | 소속                                   |
| ---- | --------- | ---------------- | ----------------- | --------- | -------------------- | -------------------------------------- |
| 28.  | IPSA 2025 | 서울             | 대한민국          | 2023–2025 | 파블로 오냐테        | 발렌시아 대학교 ( 스페인)              |
| 27.  | IPSA 2023 | 부에노스아이레스 | 아르헨티나        | 2021–2023 | 다이앤 핀더휴즈      | 노터데임 대학교 ( 미국)                |
| 26.  | IPSA 2021 | 리스본 (가상)    | 포르투갈          | 2018–2021 | 마리안느 크나이어    | 힐데스하임 대학교 ( 독일)              |
| 25.  | IPSA 2018 | 브리즈번         | 오스트레일리아    | 2016–2018 | 일테르 투란          | 이스탄불 빌기 대학교 ( 튀르키예)       |
| 24.  | IPSA 2016 | 포즈난           | 폴란드            | 2014–2016 | 다나카 아이지        | 와세다 대학 ( 일본)                    |
| 23.  | IPSA 2014 | 몬트리올         | 캐나다            | 2012–2014 | 헬렌 밀너            | 프린스턴 대학교 ( 미국)                |
| 22.  | IPSA 2012 | 마드리드         | 스페인            | 2009–2012 | 레오나르도 몰리노    | 피렌체 대학교 ( 이탈리아)              |
| 21.  | IPSA 2009 | 산티아고         | 칠레              | 2006–2009 | 루르데스 솔라        | 상파울루 대학교 ( 브라질)              |
| 20.  | IPSA 2006 | 후쿠오카         | 일본              | 2003–2006 | 막스 카제            | 브레멘 국제 대학교 ( 독일)             |
| 19.  | IPSA 2003 | 더반             | 남아프리카 공화국 | 2000–2003 | 김달중               | 연세대학교 ( 대한민국)                 |
| 18.  | IPSA 2000 | 퀘벡             | 캐나다            | 1997–2000 | 시어도어 J. 로위     | 코넬 대학교 ( 미국)                    |
| 17.  | IPSA 1997 | 서울             | 대한민국          | 1994–1997 | 장 레카              | 파리 정치 대학 ( 프랑스)               |
| 16.  | IPSA 1994 | 베를린           | 독일              | 1991–1994 | 캐럴 페이트먼        | 캘리포니아 대학교 로스앤젤레스 ( 미국) |
| 15.  | IPSA 1991 | 부에노스아이레스 | 아르헨티나        | 1988–1991 | 기예르모 오도넬      | CEBRAP, 상파울루/노터데임 ( 브라질)    |
| 14.  | IPSA 1988 | 워싱턴 D.C.      | 미국              | 1985–1988 | 무샤코지 킨히데      | 유엔 대학교 ( 일본)                    |
| 13.  | IPSA 1985 | 파리             | 프랑스            | 1982–1985 | 클라우스 폰 바임     | 하이델베르크 대학교 ( 독일)            |
| 12.  | IPSA 1982 | 리우데자네이루   | 브라질            | 1979–1982 | 칸디도 멘데스        | SBI, 리우데자네이루 ( 브라질)          |
| 11.  | IPSA 1979 | 모스크바         | 소련              | 1976–1979 | 칼 도이치            | 하버드 대학교 ( 미국)                  |
| 10.  | IPSA 1976 | 에든버러         | 스코틀랜드        | 1973–1976 | 장 라퐁스            | 브리티시 컬럼비아 대학교 ( 캐나다)     |
| 9.   | IPSA 1973 | 몬트리올         | 캐나다            | 1970–1973 | 스테인 로칸          | 베르겐 대학교 ( 노르웨이)              |
| 8.   | IPSA 1970 | 뮌헨             | 독일              | 1967–1970 | 칼 조아킴 프리드리히 | 하버드 대학교 ( 미국)                  |
| 7.   | IPSA 1967 | 브뤼셀           | 벨기에            | 1964–1967 | 자크 프레몽          | 국제 개발 연구 대학원 ( 스위스)        |
| 6.   | IPSA 1964 | 제네바           | 스위스            | 1961–1964 | 노먼 체스터          | 너필드 칼리지, 옥스포드 ( 영국)        |
| 5.   | IPSA 1961 | 파리             | 프랑스            | 1958–1961 | 자크 샤프살          | 파리 정치 대학 ( 프랑스)               |
| 4.   | IPSA 1958 | 로마             | 이탈리아          | 1955–1958 | 제임스 K. 폴록       | 미시간 대학교 ( 미국)                  |
| 3.   | IPSA 1955 | 스톡홀름         | 스웨덴            | 1952–1955 | 윌리엄 A. 롭슨       | 런던 정치경제대학교 ( 영국)            |
| 2.   | IPSA 1952 | 헤이그           | 네덜란드          | 1949–1952 | 퀸시 라이트          | 시카고 대학교 ( 미국)                  |
| 1.   | IPSA 1950 | 취리히           | 스위스            | 1949–1952 | 퀸시 라이트          | 시카고 대학교 ( 미국)                  |
| X    | 설립      | 파리             | 프랑스            | 1949–1952 | 퀸시 라이트          | 시카고 대학교 ( 미국)                  |

## IPSA 사무총장 (1949년~2019년)
- 프랑수아 고게, FNSP, 파리 (1949–1950)
- 장 메노, FNSP, 파리 (1950–1955)
- 존 구마흐티, 브뤼셀 (1955–1960)
- 세르주 위르티, FNSP, 파리 (1960–1967)
- 앙드레 필립파르, 카네기 국제평화재단, 브뤼셀 (1967–1976)
- 존 트렌트, 오타와 대학교 (1976–1988)
- 프란체스코 셸베르그, 오슬로 대학교 (1988–1994)
- 존 코클리, 유니버시티 칼리지 더블린 (1994–2000)
- 기 라샤펠 보관됨 2015-08-01 - 웨이백 머신, 콘코디아 대학교 (2000–2019)
- 김 퐁텐-스크론스키, 콘코디아 대학교 (2019–)